# 후지타 미키히코
후지타 미키히코(藤田幹彦(ふじた みきひこ) 3월 28일 ~ )는 일본의 성우이다. 일본 도야마현 출신이다.

## 출연작

### TVA
- (2020년) 《아이돌리쉬 세븐 Second BEAT!》 - 프로그램 프로듀서
- (2022년) 《녹을 먹는 비스코》 - 전차병
- (2022년) 《길모퉁이 마족 2번가》 - 데스보이스

### 외화 더빙
- (2021년) 《인질》 - 염동훈(류경수)